# 大和警察署 (神奈川県)
大和警察署（やまとけいさつしょ）は、神奈川県警察が管轄する警察署の一つ。識別章所属表示はGH。署員数は神奈川県内の全警察署中、最多の約420名。

## 概要
相模方面本部隷下、第五方面に属する県内有数の大規模警察署であり、署長には警視正が任命される。
警察署別の管内居住人口は県下第２位の約32万人である。街頭犯罪発生件数は神奈川県下で最多であり、管内には米海軍厚木航空施設（通称厚木基地）も存在し、古くからの外国人文化と共に各種犯罪も多様化。県内で最も治安悪化が懸念される地域であり、中でも凶悪犯と言われる殺人や強盗、強制性交、粗暴犯と言われる傷害や暴行などの犯罪の発生が多い（大和駅周辺は警察本部により歓楽街総合対策重点取締地区に指定されている。）。それゆえ、希にSIT等の特殊犯対策部隊が出動する。110番件数は時に、警視庁管内の新宿警察署、渋谷警察署、池袋警察署などよりも多く、県下で最も110番指令件数の多い警察署である。ゆえに所属警察官や警ら車両が多数配備されている。
署内に警備部直轄警察隊（管区機動隊）の他、敷地内には警察本部直轄の留置場（代用刑事施設）も配備されている（これは当署のみならず、県下各署から女性留置人や特異留置人等を収容するもの）。過去には当署内に刑事部機動捜査隊並びに地域部自動車警ら隊の大和分駐所があったが、2009年11月、管轄区域内に新築された神奈川県警察綾瀬合同庁舎に移転し、更に刑事部の機動鑑識班も配備された。これは綾瀬市域の住民から、「綾瀬市内にも警察署を作って欲しい」との要望があり、その代替措置として以前からあった交番を移転・増築したものである。結果、運転免許証交付などの窓口業務も行えるようになった。
管内には指定暴力団極東会、稲川会、六代目山口組系事務所や朝鮮総連神奈川中北支部が存在するほか、前述のとおり厚木基地が存在するため、署員には語学堪能者が配置され、基地周辺では常に機動隊による警備活動が行われている。
平成24年以降、繁華街等における街頭犯罪抑止対策のため、街頭防犯カメラを運用している、県下でも数少ない警察署の一つ。

## 所在地
- 神奈川県大和市中央5丁目15番4号
  - 最寄駅：小田急江ノ島線・相鉄本線 大和駅

## 管轄区域
- 大和市
- 綾瀬市
  - 管轄面積：49.34km2

## 沿革
- 1945年（昭和20年）10月12日　大和警察署を開設。
- 1948年（昭和23年）3月7日　警察法の公布に伴い、自治体警察として大和町警察及び渋谷町警察が発足。大和警察署を国家地方警察高座地区警察署となる。
- 1951年（昭和26年）10月1日　大和町警察及び渋谷町警察が廃止され、高座地区警察署に編入｡
- 1954年（昭和29年）7月1日　警察法の改正に伴い、神奈川県警察が発足。神奈川県大和警察署となる。
- 1976年（昭和51年）11月15日　管轄区域のうち、座間市全域及び海老名市全域を新設された座間警察署に移管。
- 2009年（平成21年）11月10日　綾瀬合同庁舎開設。

## 組織
- 署長（警視正）
- 副署長（警視）
- 地域担当次長（警視）
- 会計担当次長（警視相当職）
- 生活安全担当次長（警視）
- 刑事担当次長（警視）
- 交通担当次長（警視）
- 警務課 - 警務係、住民相談係
- 留置管理課（平成28年度新設） - 管理係
- 会計課 - 会計係
- 生活安全第一課 - 防犯少年係
- 生活安全第二課 - 経済係、保安係
- 地域第一課 - 地域企画係、地域係
- 地域第二課 - 地域係
- 地域第三課 - 地域係

（警ら用無線自動車7台、小型警ら車5台、その他）
- 刑事第一課 - 刑事総務係、強行犯係、盗犯係、鑑識係
- 刑事第二課 - 刑事総務係、強行犯係、盗犯係、鑑識係
- 交通第一課 - 交通総務係
- 交通第二課 - 交通捜査係、交通指導係
- 警備課 - 公安係、外事係、直轄警察隊

※地域課の警ら用無線自動車のうち大和2号車は全国で15台、県下で1台のみ配備されている日産・セレナが用いられている。
※2010年4月、厚木警察署とともにそれまでの11課から、相模原警察署と並ぶ神奈川県警察内で最大規模の12課体制の組織へ改組。その後の更なる組織改編により、2018年現在、同3署は最大規模の13課体制となった。
※「神奈川県警察の組織に関する規則」（昭和44年神奈川県公安委員会規則第2号）を参考にした。

## 地区交番

### 綾瀬市
- 綾瀬地区交番（綾瀬市早川511番地1、綾瀬合同庁舎内）

## 交番

### 大和市
- 大和駅前交番（大和市中央2丁目1番24号）
- 相模大塚駅前交番（大和市桜森3丁目1番1号）
- 鶴間駅前交番（大和市鶴間2丁目1番21号）
- 南林間駅前交番（大和市南林間2丁目11番1号）
- 中央林間交番（大和市中央林間5丁目1番）
- 桜ヶ丘交番（大和市上和田947番地1）
- 福田交番（大和市渋谷7丁目28番8号）
- つきみ野駅前交番（大和市つきみ野4丁目5番地5）

### 綾瀬市
- 寺尾交番（綾瀬市寺尾本町3丁目11番29号）
- 深谷交番（綾瀬市深谷中2丁目23番12号）
- 上土棚交番（綾瀬市上土棚北3丁目2番12号）

## 駐在所

### 大和市
- 下鶴間駐在所（大和市下鶴間2358番地）

## 街頭緊急通報装置
- 小田急・相模鉄道大和駅周辺（大和市大和東2丁目）:2基
- 小田急線鶴間駅周辺（大和市西鶴間1丁目）:1基
- 小田急線南林間駅周辺（大和市林間1丁目）:1基

## 自動車ナンバー自動読取装置（Nシステム）
- 大和市深見東3丁目（国道467号）
- 大和市桜森2丁目（県道40号）
- 大和市深見（県道40号）
- 大和市上和田（県道45号）
- 大和市代官3丁目（県道45号）
- 大和市中央林間西6丁目（県道50号）
- 大和市下鶴間（県道56号）
- 大和市西鶴間6丁目（一般市道）
- 綾瀬市大上2丁目（県道42号）
- 綾瀬市深谷（県道42号）
- 綾瀬市吉岡（県道45号）
- 綾瀬市早川（一般市道）

## 過去の主な取り扱い事件

### 未解決事件
- 大和市高齢男性殺人事件

### 解決した事件
- 少年ライフル魔事件 - 1965年に座間市で発生した事件であるが、取り調べは特別捜査本部が置かれた大和署で行われた[2]。